# Sansone contro i pirati
Sansone contro i pirati è un film del 1963 diretto da Tanio Boccia.

## Trama

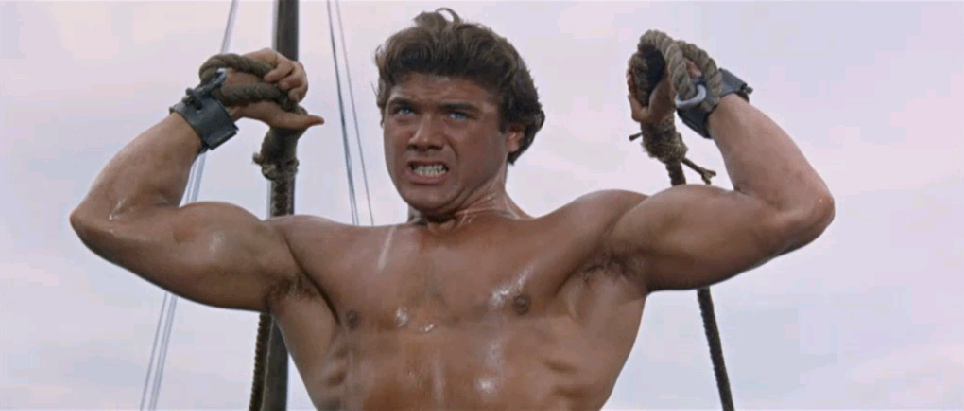
Kirk Morris in una scena del film

Il feroce pirata Murad assale e depreda le navi spagnole. La giovane Amanda, salvatasi miracolosamente, viene raccolta dal coraggioso Sansone che, convinto dalla ragazza, affronterà, insieme ad un pugno di valorosi, i pirati, dandogli una sonora lezione.